# Kuduz
Kuduz je jugoslovenski igrani film bosanskohercegovačkog redatelja Ademira Kenovića.

## Radnja
Prvotna bračna sreća Kuduza, bivšeg robijaša i lokalne zavodnice, pretvara se u izmjenu svađa i mirenja, potjere i preklinjanja koji vode tragičnom završetku. Nježan odnos Kuduza i njegove petogodišnje posvojene kćeri isprepliću se svo vrijeme burne veze supružnika.